# Lautenbach (Gernsbach)
Lautenbach is een plaats in de Duitse gemeente Gernsbach, deelstaat Baden-Württemberg, en telt 631 inwoners.